# Tolubalsem
Tolubalsem (Balsamum tolutanum) is een geelbruine tot roodbruine, dikvloeiblare tot vaste, harsachtige stof met een aromatische, vanilleachtige geur en een zurige smaak. Het wordt gewonnen uit de hars van de bomen Myroxylon balsamum var. balsamum en Myroxylon balsamum var. genuinum.

## Winning
Voor de winning worden in de bast van de boom inkepingen onder een scherpe hoek gemaakt. De verse balsem is bruingeel en dikvloeibaar en hardt uit onder invloed van de lucht tot een makkelijk kneedbare massa. Later wordt het hard en bros.

## Samenstelling
Tolubalsem bestaat uit ongeveer 12 tot 15% kaneel- en benzoëzuur, ca. 40% benzyl- en andere esters van deze zuren, verder uit hars, vanilline en ca. 1,5 tot 3% etherische oliën. Verder komt het terpeen guajadiene in tolubalsem voor.

## Eigenschappen
Tolubalsem is onoplosbaar in water en petroleumether, grotendeels oplosbaar in alcohol, benzol, chloroform, ether, azijnzuur, koolstofdisulfide en alkali.

## Toepassing
Vroeger werd tolubalsem als expectorans gebruikt in middelen tegen hoesten. De geur prikkelt de luchtwegen en stopt het zware hoesten. Tegenwoordig wordt het in de parfumindustrie als fixeermiddel toegepast. Tolubalsem wordt in de microscopie als insluitmiddel voor de preparaten gebruikt. Vaak wordt het bij de productie van wierook gebruikt, vooral als echte wierook moeilijk te verwezenlijk is of zeer duur is. De daarbij gevormde geur lijkt in de verte op die van chocola.
Door droge destillatie van tolubalsem verkreeg Sainte-Claire Deville in 1844 voor het eerst tolueen.